# Isabel Peña Domingo
Isabel Peña Domingo (Saragossa, 1983) és una guionista espanyola de cinema i televisió. Ha rebut el premi Goya 2019 pel guió de la pel·lícula El reino (2018) de la qual és coguionista amb Rodrigo Sorogoyen i el Premi Feroz 2019. És també coguionista de les pel·lícules Stockholm (2013) i Que Dios nos perdone (2016).

## Trajectòria
Va viure a Saragossa fins als 18 anys. Va canviar de ciutat per a estudiar periodisme, llicenciant-se en la Universitat de Navarra en Comunicació Audiovisual i per l'ECAM en l'especialitat de guió.
El 2008 va aconseguir el seu primer treball com a guionista en la sèrie Impares abans d'acabar els seus estudis a l'escola de cinema. Posteriorment va participar en les sèries La pecera de Eva i Frágiles.
El seu primer contacte amb el món del cinema va ser com a coguionista amb Rodrigo Sorogoyen –amb qui ha continuat treballant en les seves següents pel·lícules– en el llargmetratge Stockholm, de la qual també va ser productora associada. La pel·lícula va obtenir diversos premis, entre ells al Festival de Màlaga el de Millor Guió Novell i el Premi Jurat a millor guió en el Festival Internacional de Cinema de Sant Sebastià, además de nominaciones en los Premios Feroz y los Goya.
En 2018 va ser coguionista al costat de Sorogoyen de la pel·lícula Madre, una peça que té com a punt de partida el curtmetratge de mateix títol que va guanyar el premi Goya al millor curtmetratge de ficció.
Per la pel·lícula El reino de la qual també és coguionista amb Sorogoyen i que narra una història sobre corrupció a Espanya, el gener de 2019 va rebre el Premi Feroz al millor guió i al febrer el premio Goya 2019 al guió.

## Filmografia

### Guionista
- 2019 Madre (llargmetratge) coguionista amb Rodrigo Sorogoyen
- 2018 El reino (llargmetratge) coguionista amb Rodrigo Sorogoyen
- 2018 Todo por el juego (TV Serie) (4 episodis)
- 2016 Que Dios nos perdone (llargmetratge) coguionista amb Rodrigo Sorogoyen
- 2015 Mi padre, lanzador de peso de la RDA (curt)
- Frágiles (TV Serie) (12 episodis, 2012 - 2013)
- 2013 Stockholm (llargmetratge) coguionista amb Rodrigo Sorogoyen
- 2010 La pecera de Eva (TV Serie) (coordinadora - 57 episodis)
- 2009 Bicho malo (TV Series) (guionista - 32 episodis)
- 2008 Impares (TV Serie)
- 2008 Martina y la luna (curt) (autora)

### Actriu
- 2008 Martina y la luna (curt) Mare Martina

### Productora associada
- 2013 Stockholm (productora associada)

## Premis
Premis Goya
| Any  | Categoria              | Pel·lícula           | Resultat   |
| ---- | ---------------------- | -------------------- | ---------- |
| 2013 | Millor director novell | Stockholm            | Nominada   |
| 2016 | Millor guió original   | Que Dios nos perdone | Nominada   |
| 2019 | Millor guió            | El reino             | Guanyadora |
| 2020 | Millor guió            | Madre                | Nominada   |

Premis Feroz
| Any  | Categoria   | pel·lícula | Resultat   |
| ---- | ----------- | ---------- | ---------- |
| 2014 | Millor guió | Stockholm  | Nominada   |
| 2019 | Millor guió | El reino   | Guanyadora |

Medalles del Cercle d'Escriptors Cinematogràfics
| Any  | Categoria            | Pel·lícula | Resultat   |
| ---- | -------------------- | ---------- | ---------- |
| 2018 | Millor guió original | El reino   | Guanyadora |
| 2019 | Millor guió adaptat  | Madre      | Nominada   |

Altres premis
- Bisnaga de Plata delFestival de Màlaga al Millor guió novell per Stockholm
- Premi Jurat a millor guió en el Festival de Cinema de Sant Sebastià per Que Dios nos perdone